# Dômes de Sumerla
Sumerla Tholi
Pour les articles homonymes, voir Sumerla.
Les dômes de Sumerla (désignation internationale : Sumerla Tholi) sont un ensemble de dômes situé sur Vénus dans le quadrangle de Galindo. Il a été nommé en référence à Sumerla, déesse slavo-orientale du monde souterrain.